# Piotr Guzy
Piotr Guzy (* 15. Mai 1922 in Zawadzkie, Polen; † 24. Februar 2018 in Spanien) war ein polnischer Schriftsteller.

## Leben
Piotr Guzy ging in Tarnowitz zur Schule und ist der Sohn eines schlesischen Aufständischen. Er selbst kämpfte 1939 gegen die Wehrmacht. Nach der Internierung in Rumänien gelang ihm die Flucht nach Frankreich. Dort schloss er sich der Armee von Władysław Sikorski an. Bevor er schwer verwundet wurde, kämpfte er in der Panzerdivision von Stanisław Maczek vor allem in Belgien und den Niederlanden. Nach dem Ende des Zweiten Weltkrieges studierte er in London Politische Ökonomie und Philosophie und gründete ebenfalls dort eine Familie. 1949 kehrte Guzy jedoch mit seiner Frau und seinem Sohn nach Polen zurück und schloss in Posen sein Studium als Magister in Volkswirtschaftslehre ab. Anschließend arbeitete er bis 1957 als Redakteur für die Wochenzeitung Tygodnik Zachodni.
Zunehmend unter Beobachtung des polnischen Staatssicherheitsdienstes stehend, entschied er sich über West-Berlin zur Flucht nach Großbritannien. Dort arbeitete Guzy zuerst bei der BBC und später nach einem Umzug nach Deutschland in der Münchner Niederlassung des Radio Free Europe. 1979 zog er schließlich nach Spanien.

## Werke (Auswahl)
- Der nächste fährt 22.25, Berlin: Verlag Neues Leben, 1957
- Kurzer Lebenslauf eines positiven Helden, Frankfurt am Main: Verlag S. Fischer, 1968